# Zofia Mielke
Zofia Gertruda Mielke (ur. 14 listopada 1944 r. w Tczewie) – polska chemiczka, specjalizująca się fizyce chemicznej i spektroskopii oscylacyjnej, nauczyciel akademicki.

## Życiorys
Po ukończeniu szkoły średniej odbyła studia chemiczne w latach 1962–1967 na Wydziale Matematyki, Fizyki i Chemii Uniwersytetu Wrocławskiego. Po ich ukończeniu związała się na stałe z pracą zawodową na macierzystej uczelni. Stopień naukowy doktora nauk chemicznych uzyskała w 1973 roku na podstawie pracy pt. Badania strukturalne niektórych ferroelektryków z wiązaniem wodorowym za pomocą metod spektroskopii oscylacyjnej, której promotorem był prof. Henryk Ratajczak. Stopień naukowy doktora habilitowanego nauk chemicznych w zakresie chemii fizycznej i teoretycznej otrzymała w 1986 roku po przedstawieniu rozprawy nt. Badania kompleksów z silnym wiązaniem wodorowym przy pomocy spektroskopii w podczerwieni i techniki izolacji w matrycach. Nominację na stanowisko profesora nadzwyczajnego otrzymała w 1992 roku. Dziewięć lat później została mianowana profesorem nauk chemicznych.
W trakcie swojej kariery naukowej przebywała na stażach naukowych w renomowanych ośrodkach badawczych w: Stanach Zjednoczonych, Wielkiej Brytanii, Francji, Niemczech i Rosji. Od 1996 roku pełniła funkcję kierownika Zakładu Chemii Teoretycznej i Fizyki Chemicznej na Wydziale Chemii UWr, a po jego likwidacji w 2009 roku kierownika Zakładu Analizy Instrumentalnej.

## Dorobek naukowy
Jej zainteresowania naukowe skupiają się na spektroskopii oscylacyjnej kompleksów molekularnych w fazie gazowej i w matrycach niskotemperaturowych oraz spektroskopii kryształów. W opinii recenzentów należy ona do grona wyróżniających się specjalistów w dziedzinie spektroskopii oddziaływań molekularnych, a w zakresie badań matrycowych jest wybitnym ekspertem w skali międzynarodowej. Jest autorem lub współautorem 70 prac naukowych, publikowanych w prestiżowych czasopismach międzynarodowych. Wyniki badań prezentowała na licznych konferencjach krajowych i zagranicznych. Była wielokrotnie zapraszana do wygłoszenia wykładów w ośrodkach zagranicznych i krajowych.